# 背面投げ
背面投げ（はいめんなげ）とは、野球の投手の特殊な投法の一つである。

## 概要

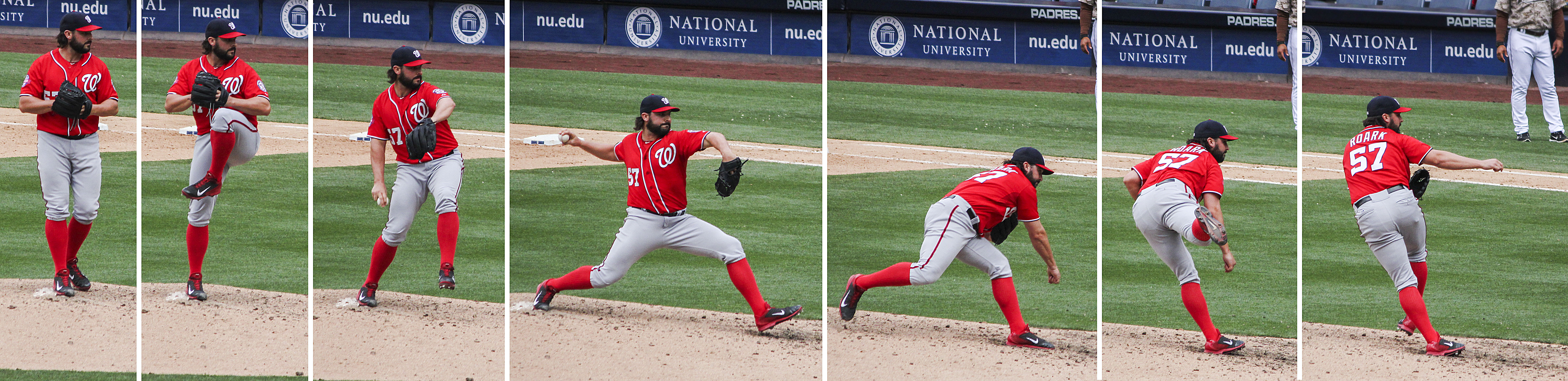
通常のオーバースローの投球動作を示した連続写真（タナー・ロアーク投手）

説明のため、オーバースローによる通常の投球動作の連続写真を示す。通常の投球動作では、まず利き腕と逆側の足を上げ（連続写真の2コマ目）、上げた足を前方に踏み出しながら利き腕を体の後ろにへ引き（3コマ目）、利き腕を振りかぶり（4コマ目）、ボールをリリースする（5コマ目）。
背面投げは、連続写真の3コマ目までは通常の投球動作と同じであるが、3コマ目の状態から肘を曲げて利き腕を背中へ回し、背中側の腰のあたりの高さからスナップを利かせてボールをリリースする。ボールをリリースした後は利き腕を連続写真の4コマ目の状態に持って行き、通常のオーバースローと同様の動作（5コマ目以降）をボールを持たずに行う。
力のない緩いボールとなるが、ボールのリリースポイントやリリースタイミングが通常の投球動作とは大きく異なり、打者の意表を突く目的で使用されることがある。
これが不正投球に当たるかどうかは、後述するように見解が分かれている。トミー・バーンがメジャーリーグベースボールのオープン戦で投じた際には不正投球との見解が示され、小川健太郎が日本プロ野球の公式戦で投じた際には不正投球ではないと認定された。

## 使用例

### トミー・バーン
1955年の日米野球で来日したニューヨーク・ヤンキースのトミー・バーン投手は、1955年11月10日の日米野球第13戦で打者の佐藤孝夫に対して背面投げをした。さらにバーンは1956年3月26日（あるいは3月25日）のメジャーリーグ開幕前のオープン戦で、打者のピー・ウィー・リースに対して背面投げを行った。しかし当時のメジャーリーグの審判団がこれを不正投球だとする公式見解を示したため、その後にバーンが実戦で背面投げを使うことはなかった。
バーンの背面投げは、日本で初披露したことにちなんで"Kimono Ball"（キモノボール）あるいは"Kimono Pitch"（キモノピッチ）と呼ばれる。

### 小川健太郎
1969年6月15日の読売ジャイアンツ対中日ドラゴンズ戦の3回裏、中日の投手の小川健太郎が打者の王貞治に対して、2アウト2ストライク0ボールから背面投げをした（投球はボール球）。小川は6回裏1アウトの場面でも王に対し、カウント2ストライク1ボールから再度背面投げをした（この投球もボール球）。背面投げでタイミングを狂わされた王は3回は右飛、6回は見逃し三振に倒れた。
小川は王を特に苦手としており、王のタイミングを狂わせるために背面投げを用いた。小川の背面投げは1969年6月15日の1試合だけという俗説があるが、これは誤りで、同じ1969年の8月31日の試合で1球、10月19日の試合でも1球、いずれも王に対して背面投げを行っている。この2球とも判定はボールであった。小川は当時、背面投げを王以外の左打者にも「時々使うつもり」と予告していたが、実際には王に対してしか投げなかった。当時の正捕手だった木俣達彦によると、小川は背面投げを毎日20球は練習していたという。練習では高い確率でストライクを取れていたというが、実戦で投じた4球はいずれもボールであった。
6月15日の試合で一塁の塁審を務めた松橋慶季は、以前に小川が練習で背面投げをしているところを目撃し、不正投球に当たるかどうかを小川からさりげなく尋ねられて「まあいいんじゃないか」と答えていた。小川が実際に試合で投げたことについては大いに驚き、「えれえところでやりやがった」と感じたと語っている。また捕手の木俣達彦によれば、6月15日の主審だった富澤宏哉にも試合前に相談して不正投球ではないことを確認したというが、富澤はこれを記憶にないと否定している。その後、7月20日のプロ野球ルール委員会で背面投げの可否が検討され、反則投球ではなく正規の投球であると認められた。
ただし1971年の野球規則改正で、規則2.38（定義38）の「反則投球」の項に、二段モーションなど打者のタイミングを外したり幻惑させたりする投球動作を禁止するための注（アメリカの野球規則には存在しない日本独自の注）が付けられたのは、小川が実戦で背面投法を使ったことが一因であった。この日本独自の注は、2018年の野球規則改正で定義38から削除された。また、2016年時点でボークだとする言及もある。

### テレビ番組等
元プロ野球選手の斉藤明夫は、2002年頃からプロ野球マスターズリーグやOBオールスターゲームなどで背面投げを披露している。2004年にテレビ番組『トリビアの泉』が小川健太郎の背面投げを紹介した際には、既に死去していた小川に代わって斉藤が背面投げを実演した。このトリビアに対する番組内での評価は「80へぇ」であった。
2005年1月3日放送のテレビ番組『徳光&所のスポーツえらい人グランプリ』の対決企画では、投手のゴルゴ松本が打者の阿部慎之助を相手に背面投げを行っている。